# Mark Sanger
Mark Sanger (* 13. Januar 1974 in Hemel Hempstead, England) ist ein britischer Filmeditor, der für den Film Gravity 2014 in der Kategorie Bester Schnitt mit dem Oscar ausgezeichnet wurde.

## Werdegang
Sanger ist seit den 1990er Jahren in der Filmindustrie tätig. Er war häufig Assistent beim Schnitt, darunter bei Filmen wie James Bond 007 – Der Morgen stirbt nie (1997) und 102 Dalmatiner (2000). Zusammen mit Regisseur Alfonso Cuarón war er Editor bei dem Welterfolg Gravity, der ihnen einen Critics’ Choice Movie Award, eine BAFTA-Nominierung sowie einen Oscar einbrachte.

## Filmografie (Auswahl)
- 2004: Playground Logic
- 2013: Gravity
- 2015: Last Knights – Die Ritter des 7. Ordens (Last Knights)
- 2017: Transformers: The Last Knight
- 2018: Mogli: Legende des Dschungels (Mowgli: Legend of the Jungle)
- 2019: Pokémon Meisterdetektiv Pikachu (Pokémon: Detective Pikachu)
- 2020: Good Joe Bell
- 2022: Jurassic World: Ein neues Zeitalter (Jurassic World Dominion)
- 2024: Venom: The Last Dance
- 2025: Schneewittchen (Snow White)